# Sabanillas, Hidalgo
Sabanillas är en ort i Mexiko.   Den ligger i kommunen Agua Blanca de Iturbide och delstaten Hidalgo, i den sydöstra delen av landet, 130 km nordost om huvudstaden Mexico City. Sabanillas ligger 2 153 meter över havet och antalet invånare är 175.
Terrängen runt Sabanillas är varierad. Runt Sabanillas är det ganska tätbefolkat, med 83 invånare per kvadratkilometer. Närmaste större samhälle är San Bartolo Tutotepec, 18,1 km öster om Sabanillas. Omgivningarna runt Sabanillas är en mosaik av jordbruksmark och naturlig växtlighet.